# Професионални организации на илюзионистите
Маговете по света са обединени в организации, които имат за цел да пропагандират каузата на илюзията, предлагат информация за развитие на магичното изкуство, организират осъществяването на контакти на фокусници, илюзионисти и любители от рзличните страни. Организациите на маговете са обединени в асоциации, които издават собствена литература за новостите в света на илюзията, магазини и програми за спектаклите.

## Най-авторитетни световни организации
- „Международно братство на маговете“ (International Brotherhood of Magicians) I.B.M
- „Обществото на американските магове“ (The Society of American Magicians) S.A.M
- „Академия на магичните изкуства“ (Academy of Magical Arts, Ins)
- „Магичен ринг“ (The Magic Circle)
- „Международна федерация на магичните общества“ (International Federation of Magic Societies) F.I.S.M – най-престижния световен фестивал за магично изкуство.

## Клуб на илюзионистите в България
В България илюзионистите са обединени в „Клуб на илюзионистите“ към Съюза на българските артисти, учреден на 1 април 1975 г. Председател на клуба и в следващите три години е Антраник Арабаджиян – Астор, който е и основния инициатор за създаването на клуба. Една година по-късно клубът организира първия фестивал на българското илюзионно изкуство, на който идват гости от чужбина. Журито е председателствано от самия Мистер Сенко. Гран При печели Васил Николаев – Орфи, а Първа награда грабва Астор.